# Tiago Bernardi
Tiago Henrique Bernardini Consoni (* 2. Dezember 1979), genannt Bernardi, ist ein ehemaliger brasilianischer Fußballspieler.

## Karriere
Bernardi spielte zu Beginn seiner Karriere bei União São João EC, einem brasilianischen Zweitligaverein aus Araras, und wechselte über die Stationen Criciúma EC und SC Internacional im Sommer 2002 zum FC Santos. Nachdem Bernardi dort lediglich einige Ligapartien absolvieren konnte, kehrte er zunächst zu seinem Heimatverein União São João EC zurück, bevor er im Sommer zum Schweizer Super-League-Verein FC Thun nach Europa wechselte.
Bernardi spielte mit seinem neuen Verein in der Saison 2005/06 in der Champions League, nachdem in der zweiten Qualifikationsrunde zunächst der ukrainische Vertreter Dynamo Kiew bezwungen werden konnte. Bernardi erzielte dabei nach einem 2:2-Unentschieden im Hinspiel den entscheidenden Treffer zum 1:0-Erfolg im Rückspiel im heimischen Lachenstadion.
In der folgenden dritten Qualifikationsrunde wurde der schwedische Vertreter Malmö FF nach zwei Siegen bezwungen, Bernardi erzielte dabei im Rückspiel die zwischenzeitliche 1:0-Führung. In der damit erreichten Gruppenphase spielte Bernardi in vier Partien, konnte aber keinen weiteren Treffer erzielen.
In der UEFA-Cup-Zwischenrunde, die durch den erzielten dritten Platz in der Champions-League-Vorrunde erreicht wurde, spielte Bernardi im Rückspiel gegen den Hamburger SV, konnte jedoch keinen Treffer erzielen. Der FC Thun schied nach einem Hinspielsieg und einer Rückspielniederlage aus.
Am 24. September erlitt Bernardi im Auswärtsspiel gegen den FC Aarau eine Gehirnerschütterung, in deren Folge er nicht mehr an seine vorherigen Leistungen anknüpfen konnte und letztlich nicht mehr zum Aufgebot des FC Thuns gehörte. Am 22. März 2006 lösten daraufhin der Verein und Bernardi den laufenden Vertrag auf, so dass Bernardi beim Erstligisten Kickers Luzern Spielpraxis sammeln konnte. Insgesamt spielte Bernardi in 14 Ligapartien für den FC Thun und erzielte dabei zwei Treffer, darüber hinaus bestritt er neun Europapokalspiele, in denen er zwei Treffer erzielte.
Bernardi spielte seit Sommer 2006 beim tschechischen Erstligisten 1. FC Slovácko und wechselte im Juni 2007 zum österreichischen Bundesligisten SCR Altach. Nach einem halben Jahr kehrte er nach Brasilien zurück, wo er sich Coritiba FC anschloss. Im Sommer 2009 unternahm er einen weiteren Anlauf in Europa, als ihn der FC Spartak Trnava verpflichtete. Dort war er Stammkraft in der Innenverteidigung. Nach einer Saison wechselte er zu GD Estoril Praia in die portugiesische Primeira Liga.
Im April 2018 beendete er seine Karriere im Alter von 38 Jahren.